# Água Grande
Água Grande é um distrito de São Tomé e Príncipe. Sua capital, São Tomé, também é a capital nacional das ilhas equatoriais atlânticas de São Tomé e Príncipe. Cobre  17 quilometros quadrados e é o menor dos 7 distritos em termos de área mas é o maior em população com estimados 54,300 residentes em 2004.

## Demografia
Histórico da população
- 1940 8,431 (13.9% da população nacional)
- 1950 7,821 (13.0% da população nacional)
- 1960 9,586 (14.9% da população nacional)
- 1970 19,636 (26.6% da população nacional)
- 1981 32,375 (33.5% da população nacional)
- 1991 42,331 (36.0% da população nacional)
- 2001 51,886 (37.7% da população nacional)
- 2012 69.772 (39% da população nacional)[1]

## Património e infraestruturas
O distrito é possuidor de um diversificado e bem conservado espólio arquitectónico:
- Forte de São Sebastião - actual Museu Nacional de São Tomé e Príncipe
- Palácio Presidencial
- Cinema
- Estação de rádio
- Hospital
- Aeroporto internacionalReferências

1. ↑  «Título ainda não informado (favor adicionar)» (PDF). www.ine.st[ligação inativa]